# Najibullah Zadran
Najibullah Zadran (* 28. Februar 1993 in Kabul, Afghanistan) ist ein afghanischer Cricketspieler, der seit 2019 für die afghanische Nationalmannschaft spielt.

## Kindheit und Ausbildung
Zadran war Teil der afghanischen Vertretung bei der ICC U19-Cricket-Weltmeisterschaft 2012.

## Aktive Karriere

### Anfänge in der Nationalmannschaft
Zadran gab sein Debüt in der Nationalmannschaft im Juli 2012 in Irland im Rahmen der ICC World Cricket League Championship im ODI-Format. Er wurde daraufhin für den ICC World Twenty20 2012 nominiert und gab dort gegen Indien sein Twenty20-Debüt. Auch beim ICC World Twenty20 2014 kam er zum Einsatz, konnte jedoch auch dort nicht herausragen. In einem Drei-Nationen-Turnier in den Vereinigten Arabischen Emiraten im Januar 2015 gelang ihm ein Fifty über 83 Runs gegen Irland, wofür er als Spieler des Spiels ausgezeichnet wurde. Es folgte seine Nominierung für den Cricket World Cup 2015, wo er bei der Niederlage gegen Neuseeland 56 Runs erreichte. Beim Asia Cup 2016 erzielte er ein Fifty über 60* Runs gegen Hongkong. Beim darauf stattfindenden ICC World Twenty20 2016 war seine beste Leistung 48* Runs beim Sieg gegen die West Indies, wofür er als Spieler des Spiels ausgezeichnet wurde.
In der Saison 2016 reiste er mit dem Team für ODI-Serien nach Schottland und Irland. In Schottland gelang ihm ein Fifty über 89* Runs und in Irland zwei weitere (59 und 54 Runs). Im Dezember folgte ein weiteres Fifty (55* Runs) in den Vereinigten Arabischen Emiraten, wofür er ausgezeichnet wurde. Daraufhin sollte es bis Februar 2018 dauern, bis ihm in der ODI-Serie gegen Simbabwe wieder ein Fifty (81* Runs) gelang. Dem schloss sich der ICC Cricket World Cup Qualifier 2018 an, bei dem ihm zwei Half-Centuries gegen Schottland (67 Runs) und die Vereinigten Arabischen Emirate (63* Runs) gelang. Sein erstes Century erzielte er im März 2019 gegen Irland, als ihm 104* Runs aus 98 Bällen gelang.

### Ernennung zum Vize-Kapitän
Kurz vor der Weltmeisterschaft erreichte er in Irland ein Fifty über 60* Runs. Beim ersten Spiel beim Cricket World Cup 2019 gegen Australien konnte er dann ein weiteres Fifty über 51 Runs erreichen. Bei einem Drei-Nationen-Turnier in Bangladesch im September erzielte er gegen Simbabwe 69* Runs und wurde dafür als Spieler des Spiels ausgezeichnet. Im November erreichte er bei der ODI-Serie gegen die West Indies ein Fifty über 56 Runs. Nach der Unterbrechung auf Grund der COVID-19-Pandemie dauerte es bis Februar 2021, bis er bei den Twenty20s gegen Simbabwe mit 72* Runs ein Fifty erzielte und dafür ausgezeichnet wurde. Beim Draft für die Pakistan Super League 2021 wurde er von den Karachi Kings unter Vertrag genommen. Im Juli wurde er dann hinter Rashid Khan als Vize-Kapitän ernannt. Beim ICC Men’s T20 World Cup 2021 gelang ihm ein Fifty über 73 Runs gegen Neuseeland, was jedoch nicht zum Sieg reichte, womit das Team aus dem Turnier ausschied. Im weiteren Verlauf der Saison erzielte er in den ODI-Serie gegen die Niederlande ein (71 Runs) und in Bangladesch zwei Fifties (67 und 54 Runs). In der Saison 2022 erzielte er jeweils ein Fifty in Simbabwe (57 Runs) und Irland (50 Runs).
Beim Asia Cup 2022 war seine beste Leistung 43* Runs gegen Bangladesch. Beim ICC Men’s T20 World Cup 2022 konnte er jedoch nicht herausstechen und das Team blieb ohne Sieg. Nach dem Turnier erreichte er bei der ODI-Serie in Sri Lanka ein Fifty über 77 Runs. Im Sommer 2023 erlitt er eine Knie-Verletzung und musste daraufhin mehrere Spiele pausieren. Nachdem er beim Asia Cup 2023 als beste Leistung gegen Sri Lanka 23 Runs erzielt hatte, blieb er bei seinen beiden Einsätzen beim Cricket World Cup 2023 schwach.